# 卡萨尔切尔梅利
卡萨尔切尔梅利（義大利語：Casal Cermelli），是意大利亚历山德里亚省的一个市镇。总面积11.73平方公里，人口1299人，人口密度110.7人/平方公里（2009年）。ISTAT代码为006037。